# Anguiano
Anguiano tỉnh và cộng đồng tự trị La Rioja, phía bắc Tây Ban Nha. Đô thị này có diện tích là 90,89 ki-lô-mét vuông, dân số năm 2009 là 540 người với mật độ 5,94 người/km². Đô thị này có cự ly 45 km so với Logroño.